# Jody Williams
Jody Williams (født 9. oktober 1950) er en amerikansk menneskerettighedsaktivist, der er verdenskendt for sit arbejde for at forbyde antipersonelmine, sit forsvar for menneskerettighederne, især for kvinder, samt sine anstrengelser for at få sat en ny forståelse for sikkerhed i nutidens verden på dagsordenen. Hun modtog i 1997 Nobels fredspris for sit arbejde for at forbyde brugen af landminer samt destruktionen af de allerede udlagte miner.

## Aktivisme
Jody Williams var i 1992 en af medstifterne af Den internationale kampagne for forbud mod landminer (ICBL) og var kampagnes koordinator fra stiftelsen til februar 1998. Forud for dette havde hun brugt elleve år på forskellige projekter relateret til krigene i Nicaragua og El Salvador, hvor hun ifølge Encyclopedia of Human Rights "tilbragte 1980'erne med at arbejde for livstruende menneskerettigheder."
Med en utrættelig indsats og tæt samarbejde med regeringer, FN-organer og Den internationale Røde Kors Komité fungerede hun som den centrale strateg og talsperson for ICBL, som hun arbejdede op fra at være to NGO'er med én ansat (hende selv) til at blive et internationalt kraftcenter for 1300 NGO'er i 90 lande.
Fra en beskeden begyndelse i 1992 fik Williams og ICBL stor gennemslagskraft i retning af at opnå kampagnens mål om at få indgået en international aftale om at forbyde antipersonelminer, vedtaget på en kongres i Oslo i 1997. Tre uger senere blev hun og ICBL tildelt Nobelprisen. Hun blev dermed den blot tiende kvinde, der modtog fredsprisen.
I november 2004 førte Williams efter samtaler med dr. Shirin Ebadi fra Iran og kenyaneren Wangari Maathai, der ligeledes begge havde modtaget Nobels fredspris, an i dannelsen af Kvindelige Nobelprismodtager-initiativet, der så dagens lys i januar 2006, og for hvilket hun blev formand. Gennem initiativet, der omfatter seks af de nulevende kvindelige fredsprismodtagere, søger kvinderne at udnytte deres position og indflydelse til at fremhæve arbejdet blandt kvinder i hele verden for fred, retfærdighed og lighed (Aung San Suu Kyi er æresmedlem af initiativet).
I et interview med Real Leaders i 2015 har Williams udtalt: "Billedet af fred med en due, der flyver iver en regnbue, og mennesker, der holder hinanden i hånden, mens de synger kumbaya, ender med at nedgøre mennesker, der tror på, at en vedvarende fred er mulig. Hvis man tror, at det at synge og se på regnbuer pludselig vil give fred i verden, så er man ikke i stand til at tænke fornuftigt eller at forstå problemerne i verden."

## Akademisk karriere
Jody Williams blev i 2003 særlig gæsteprofessor (Distinguished Visiting Professor) i global retfærdighed på Houston Universitet, og i 2007 blev hun udpeget som Sam and Cele Keeper-professor i fred og social retfærdighed samme sted.

## Anerkendelse
Williams er fortsat højt estimeret for sit arbejde for menneskerettigheder og international sikkerhed. Hun har modtaget mindst 15 ærespriser og en række andre anerkendelser. I 2004 var hun med på listen, da Forbes for første gang præsenterede en liste over de 100 mest indflydelsesrige kvinder i verden. Hun er to gange blev udnævnt til Årets Kvinde af Glamour, en ære hun deler med blandt andet Hillary Clinton, Katie Couric, Barbara Walters og de øvrige kvindelige Nobelpris-vindere.

## Skrivevirksomhed
Jody Williams er en flittig skribent. Hun har skrevet artikler for en lang række aviser og tidsskrifter over hele verden og bidrag til en række bøger. Hun er medforfatter til en markant bog om problemerne med landminer fra 1995, After the Guns Fall Silent: The Enduring Legacy of Landmines, samt medredaktør på Banning Landmines: Disarmament, Citizen Diplomacy and Human Security (2008). I 2013 udgav hun selvbiografien My Name Is Jody Williams: A Vermont Girl’s Winding Path to the Nobel Peace Prize.